# Mel Gibson's Video Diary 2
Mel Gibson's Video Diary 2 è un film documentario-comico del 1992 diretto e interpretato da Mel Gibson
Il film è il sequel del videodiario precedente Mel Gibson's Unauthorizhed Video Diary - Behind the Scenes of Lethal Weapon 2 e che riguarda, come il primo film, una giornata vissuta sul set del film Arma letale 3. Il film è uscito per la tv ed è stato prodotto dalla HBO.

## Trama
Il film comincia con un annuncio: Mel Gibson è scomparso. Gibson in realtà si trova in prigione e vuole essere liberato, venendo perciò alla fine graziato dalla guardia, che è un suo fan.
Mentre egli sta girando il videodiario sul set del suo film Arma letale 3 dei clown vogliono bloccare la realizzazione per conto di un ambiguo manager che vuole fermare la produzione del film.
Nel videodiario appaiono il cast e la troupe del film, che canta la canzone King of the Road, un tributo all'attore Walter Brennan, incontri con gli attori e amici Chevy Chase e Michael Keaton e un inseguimento finale sulle note di Rossini.